# الدهال، بلگائوم
الدهال، بلگائوم (به انگلیسی: Aldhal, Belgaum) یک منطقهٔ مسکونی در هند است که در کارناتاکا واقع شده‌است.